# Hillier Moss
Das Hillier Moss ist ein Feuchtgebiet auf Signy Island im Archipel der Südlichen Orkneyinseln. Das mit einigen kleinen Tümpeln und ausgedehnten Moosteppichen durchsetzte Areal liegt 300 m nördlich des Lenton Point im Südosten der Insel.
Das UK Antarctic Place-Names Committee benannte es 1974 nach Edward Richard Hillier (* 1940), Arzt auf der auf Signy Island eingerichteten Station des British Antarctic Survey im Jahr 1967.